# Great Bardfield
Great Bardfield is een civil parish in het bestuurlijke gebied Braintree, in het Engelse graafschap Essex met 1227 inwoners.

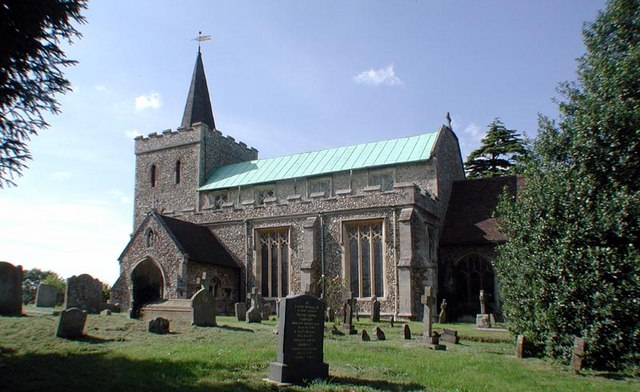
Kerk van St. Mary the Virgin